# Hermínia Silva
Hermínia Silva Leite Guerreiro (Lisbona, 23 ottobre 1907 – Lisbona, 13 giugno 1993) è stata un'attrice e cantante portoghese di fado. Aveva una grande capacità di improvvisazione, alcune delle sue frasi l'hanno reso popolare.